# Krigsåret 1917

## Pågående krig
- Första världskriget (1914-1918)[1]

- Mexikanska revolutionen (1910-1917)

- Ryska inbördeskriget (1917-1922)[1]

## Händelser
- 16 januari - Zimmermanntelegrammet, som britterna knäcker och ger till USA 20 februari.
- 31 januari - Tyskland proklamerar det "oinskränkta ubåtskriget".
- 15 mars - Tsar Nikolaj II abdikerar
- 6 april - USA förklarar krig mot Tyskland
- 9 april - Brittiska imperiet inleder slaget vid Arras
- 10 april - Panama förklarar krig mot Tyskland
- 16 april - Nivelle går på offensiven i andra slaget vid Aisne men kör fast mot Tyskland
- 21 maj - Britterna börjar en artilleribombardemang (slaget om Messines); Tyskland retirerar efter 17 dagar
- 4 augusti - Kuba och Liberia förklarar krig mot Tyskland
- 14 augusti - Kina förklarar krig mot Tyskland och Österrike-Ungern
- 26 oktober - Brasilien förklarar krig mot Tyskland
- 17 november - Tysk seger i andra slaget vid Helgolandsbukten
- 20 november - Storbritannien sätter in stridsvagnar i slaget vid Cambrai
- 7 december - USA förklarar krig mot Österrike-Ungern
- 15 december - Vapenstillestånd på östfronten

### Fotnoter
1. 1 2  ”World Statesmen”. http://www.worldstatesmen.org/WARS.html. Läst 28 juni 2011.